# Osmar Zan
Osmar Zandomenighi, mais conhecido como Osmar Zan (São Paulo, 16 de outubro de 1938), é um músico, compositor, produtor artístico, instrumentista e produtor musical brasileiro.
É filho do compositor e acordeonista Mario Zan.

## Discografia
- (1960) Dona Zabé/Zig Zag
- (1958) Só pra Chatear/Nóis Vai
- (1958) Sanfonando/Larga Brasa
- (1957) Saudades de Matão/Serelepe
- (1956) Pinta Braba/Zan Zan